# Jaime Jacobson
Jaime Jacobson (Buenos Aires, Argentina; 1914 - Ibidem; 7 de agosto de 1966) fue un periodista, locutor y crítico de cine argentino. Sus hijos fueron los también periodistas Jorge Alberto Jacobson y Tito Jacobson. Es considerado como uno de los pioneros críticos y chimenteros del espectáculo argentino

## Carrera
Célebre locutor radial fue junto a Pipo Mancera, Conrado Diana y Lidia Durán uno de los integrantes del popular programa Pantalla gigante transmitido por Radio Splendid, del cual fue director. Estuvo a cargo de ese ciclo transmitido tanto en radio como en televisión desde 1955 y una duración de ocho años. Paralelamente tuvo su presentación en la pantalla chica con el nombre homónimo por Canal 7. Por ese ciclo pasaron estrellas de la talla de Amelita Vargas, Luis Dávila, Armando Bó, Elsa Daniel, Trissi Bauer, Elina Colomer, Tita Merello, Malvina Pastorino, Luis Sandrini, Duilio Marzio, Gilda Lousek, Hugo del Carril, Olinda Bozán y Libertad Leblanc, entre muchos otros. Posteriormente en dicho ciclo debutaría su hijo Jorge Jacobson.
También se desempeñó en los medios gráficos como en Noticias Gráficas y la sección televisión de El Mundo. Además fue un miembro activo de la Asociación de Cronistas Cinematográficos de la Argentina.
Jaime Jacobson murió tras una larga enfermedad el 7 de agosto de 1966 a los 52 años. Sus restos descansan en el Cementerio Israelita de La Tablada, ubicado en el partido de La Matanza, en la Zona Oeste del Gran Buenos Aires, Argentina.